# القانون لا ينشأ من عدم العدالة
القانون لا ينشأ من عدم العدالة (باللاتينية:) هو مبدأ في القانون الدولي. وتعني العبارة أن «الإجراءات غير العادلة لا يمكن أن تخلق القانون». والمبدأ المعاكس له هو القانون ينشأ من الحقائق، والتي تعني أن الحقائق هي التي تؤدي إلى خلق القانون.

## الحواشي
1. ↑  "Glossary of International Law Terms". University of Washington School of Law. مؤرشف من الأصل في 2020-01-10. اطلع عليه بتاريخ 2009-05-06.
2. ↑  Brigitte Stern (1998). Dissolution, continuation, and succession in Eastern Europe. Martinus Nijhoff Publishers. مؤرشف من الأصل في 2017-02-15. {{استشهاد بكتاب}}: الوسيط غير المعروف |الرقم المعياري= تم تجاهله يقترح استخدام |ردمك= (مساعدة)
3. ↑  Tim Hillier (1998). Sourcebook on public international law. Routledge. مؤرشف من الأصل في 2020-05-11. {{استشهاد بكتاب}}: الوسيط غير المعروف |الرقم المعياري= تم تجاهله يقترح استخدام |ردمك= (مساعدة)